# Pjat' nevest
Pjat' nevest (Пять невест) è un film del 2011 diretto da Karen Oganesjan.

## Trama
Il film è ambientato a Berlino dopo la Grande Guerra Patriottica. Ai giovani piloti mancano molto le donne. Il loro amico Aleksej va in viaggio d'affari in URSS. Venendo a conoscenza di questo, gli danno i loro biglietti militari, ognuno dei quali gli chiedono di mettere un timbro sul matrimonio e di portare loro delle mogli. Alexey ha solo un giorno per farlo.